# Mughiphantes jugorum
Mughiphantes jugorum là một loài nhện trong họ Linyphiidae.
Loài này thuộc chi Mughiphantes. Mughiphantes jugorum được J. Denis miêu tả năm 1954.